# Comuna de Narewka
Narewka (polaco: Gmina Narewka) é uma gminy (comuna) na Polónia, na voivodia de Podláquia e no condado de Hajnówka. A sede do condado é a cidade de Narewka.
De acordo com os censos de 2004, a comuna tem 4097 habitantes, com uma densidade 12,1 hab/km².

## Área
Estende-se por uma área de 339,48 km², incluindo:
- área agrícola: 25%
- área florestal: 65%

## Demografia
Dados de 30 de Junho 2004:
|                      | Total   | Total | Mulheres | Mulheres | Homens  | Homens |
| -------------------- | ------- | ----- | -------- | -------- | ------- | ------ |
|                      | pessoas | %     | pessoas  | %        | pessoas | %      |
| População            | 4097    | 100   | 2003     | 48,9     | 2094    | 51,1   |
| Densidade (pop./km²) | 12,1    | 100   | 5,9      | 5,9      | 6,2     | 6,2    |

De acordo com dados de 2002, o rendimento médio per capita ascendia a 1720,92 zł.

## Comunas vizinhas
- Białowieża, Hajnówka, Narew, Michałowo